# Parti sauveur du Honduras
Le Parti sauveur du Honduras (en espagnol : Partido Salvador de Honduras, PSH, stylisé en « Partido Sal✓ador de Honduras ») est un parti politique populiste du Honduras fondé en 2020 par Salvador Nasralla, fondateur et membre du Parti anti-corruption jusqu'en 2017.

## Historique
Le 12 novembre 2019, Salvador Nasralla remet au Conseil national électoral (CNE) les documents nécessaires pour former son nouveau parti politique.
La CNE officialise l'enregistrement le 7 septembre 2020. Le parti présente 65 694 signatures ainsi que l'organisation des autorités départementales et municipales du parti.

## Élections
Lors de l'élection présidentielle de 2021, Salvador Nasralla se présente en tant que candidat d'une coalition réunissant le Parti Liberté et refondation et le Parti Innovation et Unité. En 2017, la présidence lui avait échappé de quelques dizaines de milliers de voix.
Distancé dans les sondages, il retire sa candidature pour soutenir Xiomara Castro du parti Libre et négocie la place de colistier pour la vice-présidence. De cette manière, le principal intéressé est élu vice-président du Honduras et le PSH participe au gouvernement mené par Xiomara Castro.
Le PSH rompt au bout de quelques mois son alliance avec le parti Libre et s'allie au Parti National pour former un Bloc de l’opposition citoyenne. Cinq de ses dix députés s'y opposent et sont exclus du parti.

## Résultats électoraux

### Élections législatives
| Année | Voix      | %     | Élus     | Rang |
| ----- | --------- | ----- | -------- | ---- |
| 2021  | 4 035 970 | 12,73 | 10 / 128 | 3e   |